# Université d'Augsbourg
Ne pas confondre avec l'Université Augsburg.
L'université d'Augsbourg a été fondée en 1970. Elle est composée aujourd'hui de sept facultés (théologie catholique, droit, économie, mathématiques et sciences naturelles, philosophie et sciences sociales, histoire, technologies de l'information), et compte environ 13 500 étudiants, dont 1 300 viennent de l'étranger.

## Facultés
L’université d’Augsbourg compte huit facultés : 
- La faculté de sciences économiques (fondée en 1970)
- La faculté de droit (fondée en 1971)
- La faculté de théologie catholique (fondée en 1971)
- La faculté de philosophie et de sciences sociales (fondée en 1972)
- La faculté de philologie et d’histoire (fondée en 1972)
- La faculté de mathématiques et de sciences naturelles (fondée en 1981)
- La faculté d’informatique appliquée (fondée en 2003)
- La faculté de médecine (fondée en 2016, en cours de développement)

## Anciens étudiants
- Viviane Geppert, animatrice de télévision allemande.